# Прапор Тернополя
Хоругва (прапор) Терно́поля — один з символів міста Тернополя, центру Тернопільської області і Тернопільського району. Затверджений ухвалою Тернопільської міської ради народних депутатів від 9 квітня 1993 року.

## Опис
Хоругва (прапор) міста являє собою прямокутне полотнище, яке складається з трьох горизонтально розташованих кольорових смуг: верхньої — синього кольору, яка становить чверть ширини хоругви, середньої — білого кольору, яка становить половину ширини хоругви, і нижньої — жовтого кольору, яка становить чверть ширини хоругви. На смузі білого кольору в центрі зображений великий герб міста. Відношення ширини хоругви (прапора) до його довжини — 3:2.

## Цікаві факти
- 17 вересня 2010 року військові моряки українського флоту та представники Тернопільської міської ради піднялися на найвищу гору України — Говерлу, де розгорнули прапори Тернополя та Військово-Морських сил Збройних сил України. Сходження на Говерлу було приурочено до 470-ї річниці Тернополя і стало своєрідною подякою військових моряків мешканцям міста за постійну підтримку українського флоту та надання шефської допомоги військовим кораблям, у тому числі корветові «Тернопіль».[2]
- У 2012 році прапор Тернополя піднімався на корветі «Тернопіль» під час святкування шостої річниці підняття на кораблі українського прапора.[3]